# Cocoa Touch
Cocoa Touch è una API per la creazione di programmi software da eseguire su iPhone, iPod touch, e iPad da Apple Inc.
Cocoa Touch include: Multi-Touch, Core Motion, View Hierarchy, Localization, Controls, Alerts, Web View, Map Kit, Image Picker e Camera.
Strumenti per lo sviluppo di applicazioni basate su Cocoa Touch sono inclusi nel SDK iPhone.